# Themes from William Blake's The Marriage of Heaven and Hell
Themes from William Blake's The Marriage of Heaven and Hell es el cuarto álbum de estudio de la banda noruega Ulver, editado en 1998 por Jester Records.
Este álbum doble representó un alejamiento radical del grupo de su estilo black metal original, volcado aquí a sonidos experimentales de música electrónica.
Como el título indica, este trabajo está basado en textos tomados de "El matrimonio del cielo y el infierno", del poeta y dibujante místico inglés William Blake.
Miembros de Darkthrone y Emperor participaron como músicos invitados en el álbum.

## Lista de canciones
Disco uno
1. "The Argument, Plate 2" – 4:03
2. "Plate 3" – 2:48
3. "Plate 3, Following" – 1:33
4. "The Voice of the Devil, Plate 4" – 2:49
5. "Plates 5-6"  – 2:31
6. "A Memorable Fancy, Plates 6-7"  – 4:24
7. "Proverbs of Hell, Plates 7-10"  – 9:06
8. "Plate 11" – 2:01
9. "Intro" – 3:26
10. "A Memorable Fancy, Plates 12-13"  – 5:59
11. "Plate 14" – 2:08
12. "A Memorable Fancy, Plate 15" – 4:51
13. "Plates 16-17"  – 3:17

Disco dos
1. "A Memorable Fancy, Plates 17-20"  – 11:23
2. "Intro"  – 2:27'
3. "Plates 21-22"  – 3:11
4. "A Memorable Fancy, Plates 22-24" – 4:50
5. "Intro"  – 3:59
6. "A Song of Liberty, Plates 25-27"  – 26:23

## Personal
- Kristoffer Rygg ("Trickster G.") – voz, producción
- Tore Ylwizaker – programación, producción
- Håvard Jørgensen – guitarra
- Hugh Steven James Mingay – bajo
- E. Lancelot – batería